# Дгай, Саид
Саи́д Дгай (араб. سعيد دغاي‎; род. 14 января 1964 года) — марокканский футболист, вратарь, участник чемпионата мира 1994 года.

## Биография
Саид Дгай, игравший в составе клуба «Олимпик Касабланка», выиграл с ним национальный чемпионат в сезоне 1993/1994, а также побеждал в двух розыгрышах Кубка Марокко в 1990 и 1992 году и в трёх — Арабского кубка обладателей кубков в период с 1992 по 1994 год. Во время своей карьеры Дгай застал золотой век этой команды, а в 1995 году клуб был присоединён к «Радже Касабланке».
В составе сборной Марокко Дгай провёл 3 товарищеских матча (против Финляндии, Люксембурга и Камеруна), в которых пропустил 2 мяча. Он был включён в заявку сборной на чемпионат мира 1994 года тренером Абделлахом Блиндой, но не выходил на поле ни в одном из трёх матчей национальной команды на турнире. В 1988 году участвовал в Тулонском турнире, в котором участвовал в матчах против СССР (0:2), Англии (0:1) и Камеруна (2:2).
После завершения карьеры работал тренером вратарей в «Радже Касабланке» (с 1996 по 2009 год) и в «Радже Касабланке Б» (с 2016 по 2017 год)

## Достижения
Олимпик (Касабланка)
- Чемпионат Марокко: 1993/1994
- Кубок Марокко: 1989/1990, 1991/1992
- Арабский кубка обладателей кубков: 1991/1992, 1992/1993, 1993/1994

## Матчи за сборную
| 1 | 23 февраля 1994 | Финляндия  | 0:0 | Товарищеский матч |
| 2 | 23 марта 1994   | Люксембург | 2:1 | Товарищеский матч |
| 3 | 7 ноября 1994   | Камерун    | 1:1 | Товарищеский матч |

Итого: 3 матча / 2 пропущенных гола; 1 победа, 2 ничьих.